# Teisme
Teisme ( af Græsk: θεός ( 'teos' ) = Gud) er først og fremmest troen på at der findes en eller flere guder, dvs skabende væsener, der er verdens og menneskelivets fundament - her står teismen i modsætning til ateismen.
Teisme betegner endvidere den opfattelse at dette skabende væsen er personlig, og som ganske vist virker i naturen, men som dog er udenfor og hævet over naturens love og processer. I denne betydning står teisme i modsætning til panteisme, den opfattelse at Gud eller det guddommelige er alnaturen eller verdens og menneskelivets iboende princip.
I visse sammenhænge betegner teisme desuden den specifikke gudstro, der indebærer, at den Gud eller de guder, der findes, griber mere eller mindre aktivt ind i verdens gang. Her står teismen i modsætning til deismen. I deismen, der især blev udviklet under oplysningstiden, tænkes Gud at have sat verden i gang ligesom som et stort urværk, men ellers griber han ikke ind i dens processer.